# Высший свет (фильм)
«Высший свет» (англ. Among Those Present) — американская короткометражная кинокомедия режиссёра С. Ньюмейера 1921 года.

## Сюжет
Гарольда, служащего отеля, наняли сыграть роль лорда на приеме у одной «светской» дамы.

## В ролях
- Гарольд Ллойд — парень
- Милдред Дэвис — девушка
- Джеймс Келли — отец
- Агги Херринг — мать
- Вера Уайт
- Уильям Гиллеспи
- Оливье Баркер
- Хэл Берг